# 番組販売
番組販売（ばんぐみはんばい、英: broadcast syndication）とは、放送事業者または番組制作会社などが、制作した放送内容（番組素材）を販売すること。日本では「番販」と略して称されることもある。

## 概説
番組および素材も著作権法に基づく「著作物」であるため、各放送事業者や番組制作会社などは、著作権の保護期間が許す限りこれを第三者に販売し、利益を上げることができる。「ネット受け」なども番組販売になるが、日本では通常、記録媒体（磁気テープ、光磁気ディスク、フィルムなど）によるものを示す。
放送事業者同士（キー局・ローカル局間など）での売買においては、「番組交換基準」すなわち記録媒体や記録の方法などについて取り決めがなされており、テレビではHDCAMテープ・XDCAMなど、ラジオではオープンリール用の6ミリテープ・MO・コンパクトフラッシュ・CD-ROMなどを用いて販売される。放送局のファイルベース管理へ移行に伴いオンライン入稿が使われることもある。一般への販売については各放送事業者や番組制作会社などの判断により行われる。
番組販売は普通の買い物と変わらず、ローカル局が「放映権料」などの形で制作局に支払う形となっている（詳細：各キー局・子会社のWebサイトの番販説明のページより）。
なおラジオでは、日本で民放ラジオ局が開局した1950年代から現在に至るまで番組販売が盛んである。朝・日中のワイド番組の中で放送されている全国向けのミニ番組や、自社制作番組がない時間帯（主に夜から早朝）に放送される番組の多くが、番組販売で購入した番組である。

## 番組販売の例
- ラジオ番組についてはラジオ局は各局の独立性が高く、またAMラジオではJRN・NRNの両方の系列に参加するクロスネット局も多いため、通常は系列に関係なく番組販売が行われる。
  - 系列向けの番組でも系列外に販売したり、AMラジオ局向けの番組をFMラジオ局に販売することもある[注 2]。
  - 近年では減少しているが、番組販売を中心とする番組制作会社も古くから存在する。
- キー局などの放送事業者が制作した番組を販売する。この場合は製作局の系列に属した番組となる傾向にある。キー局以外が制作した番組に関しては、独立テレビ局にもネットされることがある。ただ、TBS系列局が製作した番組は、他系列に比べて独立局での放送例が非常に少ない。
  - テレビ東京系列が製作した番組に関しては、系列局が6局と非常に少ないため、関西、東海地方の独立局および、系列局が存在しない地域の番組販売が主であり、同系列の番販代理店であるテレビ東京メディアネットの規模が他系列系の番販代理店よりも大きい。そのため、制作番組の番組販売のためだけの再編集は、同系列のみで実施されている。番組によっては、テレビ東京系列局よりも販売局の方が視聴率が高い場合もある[注 3]。
  - 一度放送した番組の再放送で、放送事業者に放送権料を支払う場合。
  - 準キー局などが制作した番組において、電力会社、一般ガス事業者など、営業エリアが限られる業界の一社提供番組が地方局でネットされているのも、この形式によるもの。
  - ローカル局が制作したローカル番組を、他のローカル局や、独立局などに販売する。例として、北海道テレビ放送『水曜どうでしょう』がある。
- 番組製作会社が単独で製作した番組を地方局に直接販売する[4]。
  - 基本的には原則として独立局での放送が中心であり、人気のあるものを中心に独立局が存在しない地域の民放にも拡大される。この場合は、放映局の系列は関係ない。独立局の体制が乏しかった1970年代までは、番組が持つ系列にも属さず、かつ東名阪のネットワーク局で放送された番販番組も存在した[注 4]。
- 放送事業者や番組制作会社が、放映権の販売を扱う子会社[注 5] に権利委託し、ローカル局や国外の放送事業者・ケーブルテレビ局・CS衛星放送局へ販売する。
- 「放送事業者が権利を有しない番組」や、放送期間終了から数年後に「番組制作会社」か「広告代理店」に放映権が移管されたものなど。外注制作で、製作局は番組の送出のみを担当しているものが主で、一部ドラマ（主にテレビ映画として制作されたもの）・テレビアニメ全般・ごく一部のバラエティ番組などが該当する。ドラマ番組に関しては、特撮全般や、ほとんどの時代劇はこの事例に該当する。放送事業者で自社の系列外の番組が再放送される場合、その番組は放映権販売会社からの購入番組であることが多い（放映権が「番組制作会社」に移管されたアニメなど）。外注制作番組であっても製作局に放映権を有し続けている番組も存在する[注 6]。
- オンラインの番組データベースを活用した番組販売[5]。
- 放送番組センターが教育・教養系のテレビ番組の放送権を得て、放送局に貸し出す。
- 海外との売買
  - 海外で放送された番組の買い付け。
  - 番組を海外の放送局や映像ストリーミング配信会社（Netflix等）に販売する。
  - 番組自体ではなく、番組フォーマットを海外の放送局に販売する。バラエティ番組が多い[6]。
  - 『料理の鉄人』の吹き替え版を放送していたフード・ネットワークは視聴率が高かったことから、番組フォーマットを購入しアメリカ版の『アイアン・シェフ・アメリカ』を放送している。

「ローカル局が番組販売で買い取る」のとは逆に、製作委員会側やテレビショッピングの運営会社などが放送局の番組枠を買い取り（スポンサーをつけ）、放送する方式も存在する。しかし、この方式ではローカル局でテレビショッピング（インフォマーシャル）が大量に放送されることになるため、「広告放送と変わらない」として問題化しており、総務省はこれらを「広告放送」とみなし、一定の割合以上になった場合は放送局の免許を取り消したり、免許申請を受け付けないとする方針に転じた。

## 番組販売の移行
売られている番組を購入するか否かは、あくまで各放送局が予算を見ながら判断するものであって売る側が最初から売り先を決めているわけでないため、予算の乏しいローカル局での放送が困難であり、全国で放送できないリスクが常に存在する。このため、近年のテレビのデジタル化や衛星放送（BSデジタル放送）の普及に伴い、売る側が全国放送を希望する場合は売り先を地上波のテレビ局ではなく、BSまたはCSデジタル放送局に切り替える動きが出てきている。
- 中央競馬ワイド中継、KEIBAワンダーランド→BSイレブン競馬中継

ワイド中継は基本的には関東、KEIBAワンダーランドは東海以西の大都市圏の一部独立局をカバーするだけであった。このため中央競馬の施行者（主催者）であり、かつ両番組のメインスポンサーでもあった日本中央競馬会は、地上波在京キー局が放送せずテレビ全国放送がCS（※現在はBSでも放送中）（グリーンチャンネル）だけとなっている時間帯の（CS・BS以外の）民放によるカバーエリアを広げるため、地上波独立局での中継を原則としてBS11に移行する方針を決めた。この結果、ワイド中継とKEIBAワンダーランドは共に2010年（平成22年）12月最終週限りで終了となり、2011年（平成23年）1月5日の新春競馬開催から、BS11での放送が本格的にスタートした。
2011年1月以降、両番組をネットしていた地上波各局も、BS11の中継を「JRA競馬中継」として14:00-15:00に限ってネットするほか、関東では午後4時台に限って千葉テレビ放送制作による競馬中継（『LIVE&REPORT 中央競馬中継』）が行われていた。しかし、同番組は2012年5月で終了し、実況を取り止めて金曜の競馬情報番組としてリニューアルされた（『金曜競馬CLUB』）。一方近畿では、BS11への移行と同時に午後4時台の競馬中継は事実上打ち切りとなり、BS放送を受信できない世帯では、同時間帯の競馬中継はラジオ（ラジオ関西；土曜日、MBSラジオ・ラジオ大阪；日曜日）のみになった。
『KEIBAワンダーランド』は他地域の地上波民放各社でも放送されていたものの、それはテレビ東京から他系列局にネットされている『ウイニング競馬』相当としての扱いであり、放送時間帯も土曜15時台に限られていた。
- （市川昭介の）平成歌謡塾→新・平成歌謡塾

市川生前の冠番組としてその死後も地上波のテレビ局に販売されていたが、2010年9月に終了。翌月から新番組としてBS朝日での放送に移行した。
- 演歌百撰

関西放送制作の単独製作番組。2008年（平成20年）以降地上波とBS11での並行放送となっていたが、BSでの視聴対象世帯の増加や、演歌・歌謡曲を扱った音楽テレビ番組のBSへの一極集中化も重なり、2010年いっぱいで地上波で放送する局が2局に激減。さらに2011年4月改編で、地上波での放送は奈良テレビ放送だけとなった。2018年（平成30年）3月をもってテレビ番組としての放送を終了しており、5月からラジオ大阪単独放送のラジオ番組（放送枠買い取り番組）に変更された。